# Ґемерські Михаловці
Ґемерске Міхаловце (словац. Gemerské Michalovce, угор. Gömörmihályfalva) — село, громада в окрузі Рімавска Собота, Банськобистрицький край, Словаччина. Кадастрова площа громади — 6,25 км². Населення — 96 осіб (за оцінкою на 31 грудня 2017 р.).
Протікає річка Калоша.

## Історія
Перша згадка 1413 року.
1828 року село мало 44 домогосподарств і 337 мешканців, які займалися сільським господарством.
У 1938—1945 рр належало Угорщині.
JRD засновано 1952 року.

## Населення
| Рік:            | 1994. | 2004.    | 2014.    | 2024.   |
| --------------- | ----- | -------- | -------- | ------- |
| Кількість осіб: | 98    | 108      | 97       | 90      |
| Різниця:        |       | +10,20 % | -10,18 % | -7,21 % |

| Рік:            | 2023. | 2024.   |
| --------------- | ----- | ------- |
| Кількість осіб: | 92    | 90      |
| Різниця:        |       | -2,17 % |